# Mount Zion (Georgia)
Mount Zion is een plaats (city) in de Amerikaanse staat Georgia, en valt bestuurlijk gezien onder Carroll County.

## Demografie
Bij de volkstelling in 2000 werd het aantal inwoners vastgesteld op 1275.
In 2006 is het aantal inwoners door het United States Census Bureau geschat op 1513, een stijging van 238 (18.7%).

## Geografie
Volgens het United States Census Bureau beslaat de plaats een oppervlakte van
25,7 km², waarvan 25,3 km² land en 0,4 km² water.

## Plaatsen in de nabije omgeving
De onderstaande figuur toont nabijgelegen plaatsen in een straal van 20 km rond Mount Zion.